# 武关驿镇
武关驿镇，是中华人民共和国陕西省汉中市留坝县下辖的一个乡镇级行政单位。

## 行政区划
武关驿镇下辖以下地区：
武关河村、武曲铺村、柳树沟村、五里铺村、姚家沟村、铁佛殿村、白家店村、红岩沟村、河口村、南河街村、孔雀台村、松树坝村和上南河村。